# Acâș, Satu Mare
Acâș (în maghiară Ákos, în germană Fürstendorf) este satul de reședință al comunei cu același nume din județul Satu Mare, Transilvania, România.

## Date istorice
Comuna Acâș este așezată în partea de sud a județului Satu-Mare, la o distanță de 38 km. de municipiul Satu-Mare, și la 65 km. de municipiul Carei. Fiind centru de comună are în componență următoarele sate: Acâș, Ganaș, Mihăieni și Unimăt. Suprafața administrativă este de 58,26 km2, cu o populație de 3.100 locuitori.

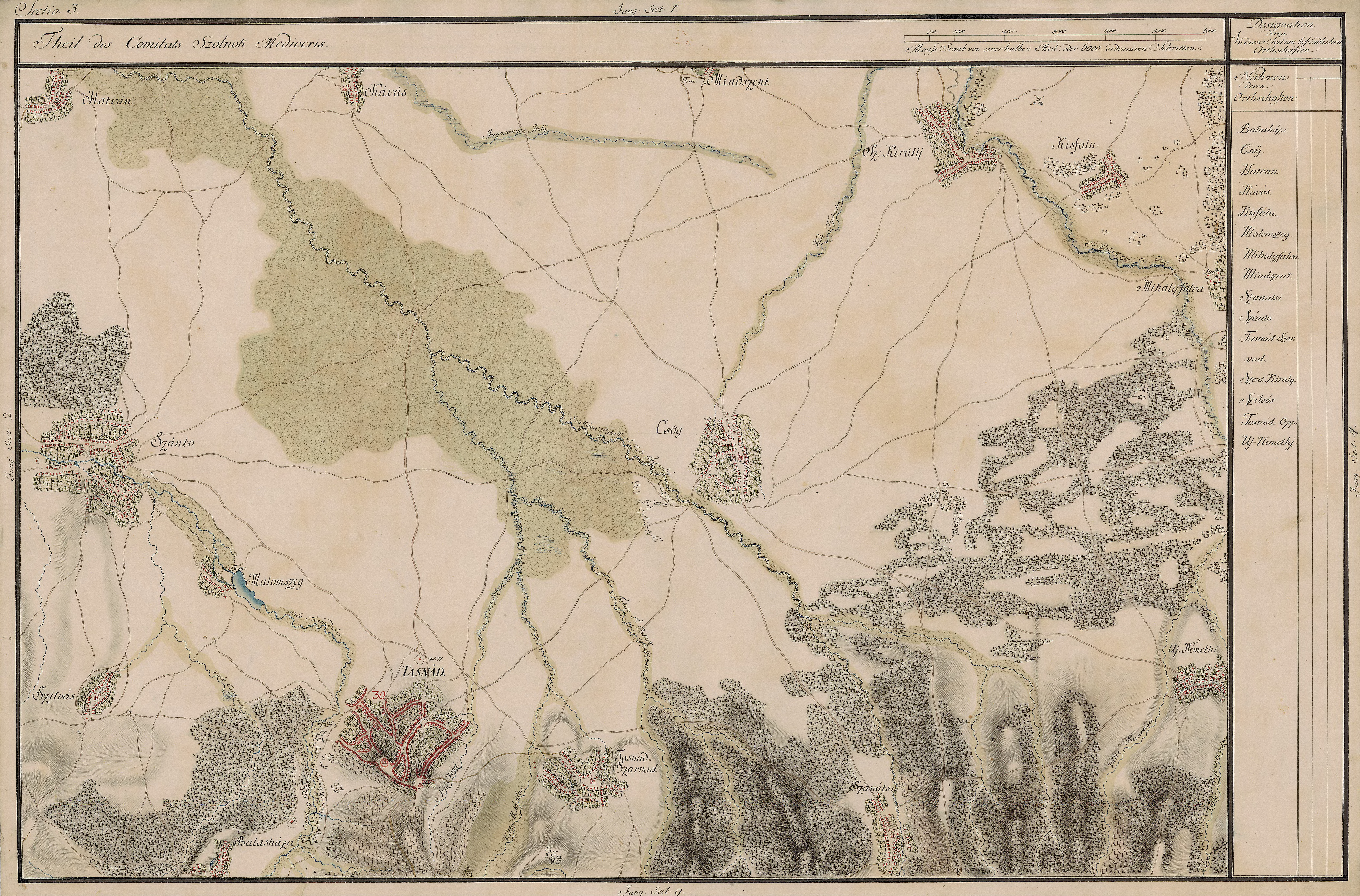
Acâș pe Harta Iosefină a Transilvaniei

## Vestigii arheologice
- Cea mai veche descoperire arheologică care a atras atenția cercetătorilor a fost aceea din anul 1855 când în albia Crasnei a fost găsită o brățară de aur masiv(bară) cu câte două spirale la capete. Corpul brățării are dungi reliefate și este ornamentată cu crestături.

- În literatura veche, fără precizarea locului de descoperire, dar în preajma comunei este menționată o așezare din epoca bronzului. Pe malul râului Crasna, lângă moara comunei, în anul 1970 s-a găsit un fragment de ceramică ornamentat cu buton, înconjurat de caneluri în formă de semicerc. Urme slabe de locuire au fost în grădinile ultimei străzi din comună, care ajungeau la albia veche a râului, în zona morii, fiind descoperită o așezare din epoca bronzului mijlociu cu materiale ceramice specifice pentru culturile  Otomane și Wietenberg.

## Prima atestare documentară
- Numele localității apare într-un document din anul 1342 sub forma de ,,Akusmonostura in Zonuc,, prin care capitlul bisericii din Oradea întărește donația magistrului Akus Magnus din ginta Akus, făcută în favoarea fiicei sale Elena și a ginerelui său Zywly Janos.

## Denumiri istorice
- 1402-Akus,
- 1715-Akoss,
- 1850-Akis,
- 1854-Arkos (Akos)

## Lăcașuri de cult
- Biserica Reformată-Calvină. Această biserică este declarată monument istoric, construită în stil romanic timpuriu, printre cele mai vechi din Transilvania (sec. XII-XIII), aparținând inițial unei mănăstiri benedictine. Cu aspect auster, săracă în profile, este construită în întregime din cărămidă. Structura bisericii este de tip bazilical cu trei nave tăvănite, despărțite prin stâlpi dreptunghiulari; pe latura de est are o singură absidă precedată de un cor scurt, dreptunghiular, iar pe latura de vest este prevăzută cu două turnuri, între care se află o tribună.
- Biserica cu hramul ,,Sfintii Arhangheli Mihail și Gavril”, construită din lemn, edificiu aflat într-o stare avansată de degradare.
- Biserica Greco-Catolică din piatră, edificiu construit între anii 1869-1871, sub formă de navă, având turnul ridicat ulterior deasupra pronaosului în anul 1898. În anul 1937 a fost așezat în biserică iconostasul care poate fi văzut și în ziua de azi. În anul 1970 a fost renovată biserica, s-a introdus curentul electric.

## Personalități
- Gábor Barra (1799, Acâș – 19 decembrie 1837, Cluj), litograf.
- Sándor Szénássy (24 aprilie 1828, Acâș – 29 noiembrie 1872, Budapesta), profesor, membru corespondent al Academiei Stiințifice Maghiare (1871).

## Galerie de imagini

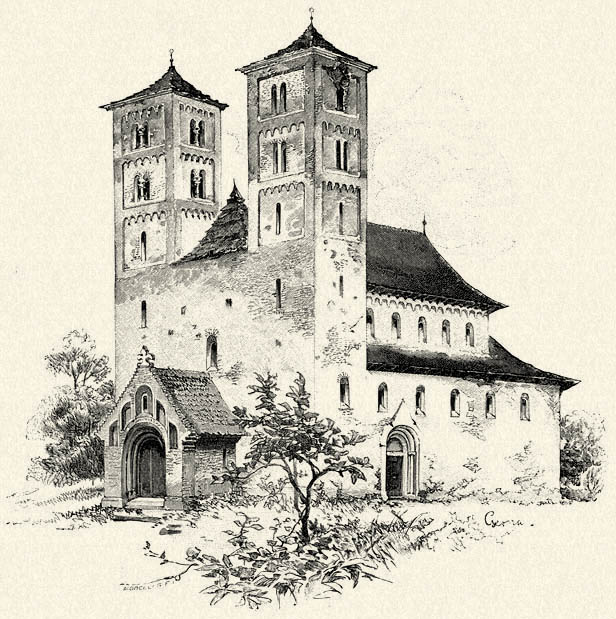
Acâș (Biserica Reformată-Calvină) (desen din sec. XIX)

- Acâș 
 (Biserica  Reformată-Calvină ) 
(desen din sec. XIX)